# Pietro Fossati
Pietro Fossati (Novi Ligure, 29 giugno 1905 – Novi Ligure, 13 marzo 1945) è stato un ciclista su strada italiano.
Professionista dal 1926 al 1934, vinse un Giro di Lombardia.

## Carriera
Malgrado l'opposizione della madre e della sorella, Fossati intraprese l'attività di ciclista. Da dilettante vinse i campionati italiani nella categoria Liberi. Passato professionista, vinse la Coppa del Re 1927 e, con i colori della Maino, la Coppa Placci 1928 e il Giro di Lombardia 1929; la sua miglior stagione in termini complessivi fu il 1928, quando, oltre a vincere la Coppa Placci, fu anche terzo nella Milano-Modena (a cronometro), secondo al Giro dell'Emilia e terzo alla Roma-Napoli-Roma e al Giro di Lombardia. Concluse la carriera nel 1934.
Morì nel 1945, a causa dei bombardamenti alleati durante la seconda guerra mondiale nello stabilimento della ILVA. Per aiutare la sua famiglia fu organizzata, per il 1º giugno 1947, una gara di calcio femminile a Novi Ligure tra le atlete di Torino e Genova.

## Palmarès
- 1926 (dilettanti)

Campionati italiani, Prova in linea "Liberi"
- 1927 (Wolsit, una vittoria)

Coppa del Re
- 1928 (Maino, una vittoria)

Coppa Placci
- 1929 (Maino, una vittoria)

Giro di Lombardia

## Piazzamenti

### Grandi Giri
- Giro d'Italia

1930: 16º
1931: 30º
1932: 39º

### Classiche monumento
- Milano-Sanremo

1927: 23º
1930: 12º
1931: 28º
1932: 18º
Giro di Lombardia
1926: 17º
1927: 11º
1928: 3º
1929: vincitore
1930: 8º